# Tetsuya Kanno
Tetsuya Kanno (japanisch 菅野 哲也 Kanno Tetsuya; * 30. August 1989 in Ichikawa, Präfektur Chiba) ist ein japanischer Fußballspieler.

## Karriere
Tetsuya Kanno erlernte das Fußballspielen in der Schulmannschaft der Seiritsu Gakuen High School. Seinen ersten Vertrag unterschrieb er 2008 bei Shonan Bellmare. Der Verein spielte in der zweithöchsten Liga des Landes, der J2 League. 2010 wurde er an den Drittligisten Zweigen Kanazawa ausgeliehen. Für den Verein absolvierte er 56 Ligaspiele. 2012 wechselte er zum SC Sagamihara. Am Ende der Saison 2012 stieg der Verein in die vierte Liga auf. Am Ende der Saison 2013 stieg der Verein in die dritte Liga auf. Für den Verein absolvierte er 77 Ligaspiele. 2015 wechselte er zum Ligakonkurrenten AC Nagano Parceiro. Für den Verein absolvierte er 51 Ligaspiele. 2018 wechselte er nach Nara zum Viertligisten Nara Club. Nach 69 Viertligaspielen wechselte er im Januar 2021 zum Ligakonkurrenten Veertien Mie. Nach 100 Ligaspielen, in denen er elf Tore erzielte, beendete er nach der Saison 2024 seine Karriere als Fußballspieler.